# Loom (band)
Loom (of LOOM) is een Duits samenwerkingsverband binnen de elektronische muziek. De eerste plannen voor Loom ontstonden in 2008. Twee van de drie aangesloten musici hebben ooit in Tangerine Dream gespeeld, maar niet gelijktijdig. In 2011 kwam een eerste compact disc uit getiteld 100001. In februari 2012 volgde een livealbum. In 2018 kwamen alleen Schmoelling en Waters met het album The immortal tourist; het is dan onbekend of Loom nog bestaat. Schmoelling en Waters brachten eind 2019 een album uit onder de titel Iconic, ze werkten daarop samen met Kurt Ader; de site betreffende Loom ging vervolgens uit de lucht.

## Leden
- Jerome Froese (ex Tangerine Dream)
- Johannes Schmoelling (ex Tangerine Dream)
- Robert Waters (muziekproducent van Schmoelling)

## Discografie
- 2011: 100001
- 2012: Scored (live)
- 2013: 200002
- 2014: The tree hates the forest
- 2016: 300003
- 2016: Years in music (live)